# Musikåret 1932

## Händelser
- 12 september – Villa-Lobos Bachianas brasileiras nr 1 uruppförs av Rio de Janeiros filharmoniska orkester under ledning av Walter Burle Marx.
- 5 november – Sonora grundas[1][2] av Erik Ljungberg och blir det första helsvenska skivbolaget sedan tidigt 1920-tal.
- December – Amerikanska skivbolaget Brunswick leasas ut till AMC av Warner Brothers.[3]
- okänt datum – Skivmärket Dixi börjar säljas i Sverige under hösten.[4]
- okänt datum – Skivmärket Homocord upphör.[5]
- okänt datum – Svenska skivmärket Star, startat av Konsum-KF, upphör.[6]

## Födda
- 5 januari – Johnny Adams, amerikansk bluessångare.
- 8 februari – John Williams, amerikansk filmmusikkompositör.
- 22 februari – Elsa Prawitz, svensk skådespelare, manusförfattare och musiktextförfattare.
- 24 februari – Michel Legrand, fransk populärkompositör.
- 26 februari – Johnny Cash, amerikansk countrymusiker.
- 28 februari – Anders Öhrwall, svensk dirigent.
- 4 mars – Miriam Makeba, sydafrikansk sångare.
- 1 april – Debbie Reynolds, amerikansk skådespelare och sångare.
- 11 april – Joel Grey, amerikansk skådespelare och sångare.
- 1 maj – Berndt Egerbladh, svensk jazzmusiker, kompositör och programledare i TV.
- 19 maj – Alma Cogan, brittisk popsångare.
- 29 maj – Jan Malmsjö, svensk skådespelare och sångare.
- 21 juni – Lalo Schifrin, argentinsk pianist, kompositör och dirigent.
- 13 juli – Per Nørgård, dansk tonsättare.
- 1 september – Bengt Hallberg, svensk jazzpianist
- 8 september – Patsy Cline, amerikansk countrysångerska.
- 16 september – Lennart Hedwall, svensk tonsättare, dirigent och musikvetare.
- 25 september – Glenn Gould, kanadensisk pianist.
- 1 november – Rolf Jupither, svensk operasångare (baryton).
- 15 november – Petula Clark, brittisk sångare och skådespelare.
- 3 december – Corry Brokken, nederländsk sångare och skådespelare.
- 5 december – Little Richard, amerikansk rock-and-roll-musiker.
- 16 december – Rodion Sjtjedrin, rysk tonsättare.
- 31 december – Sune Mangs, finlandssvensk sångare och skådespelare.

## Avlidna
- 6 mars – John Philip Sousa, 77, amerikansk kompositör och dirigent av marschmusik.
- 25 december – Ernst Rolf, 41, svensk revykung och sångare.

## Årets singlar och hitlåtar
Vänligen sortera soloartister på efternamn, musikgrupper på förstabokstaven (utan engelskans "The" och "A")
- John Wilhelm Hagberg & Arena - Kan du vissla Johanna? [7]
- Evert Taube - Calle Schewens vals [8]

### Fotnoter
1. ↑  ”78:or & film”. Arkiverad från originalet den 1 december 2021. https://web.archive.org/web/20211201132719/http://musiknostalgi.atspace.cc/sonora.htm. Läst 3 juni 2011.
2. ↑  Sverige 1900-talet – Från skillingtryck till miljardindustri, NE, Bra Böcker, 2000
3. ↑  ”78:or & film”. Arkiverad från originalet den 4 december 2019. https://web.archive.org/web/20191204111502/http://musiknostalgi.atspace.cc/brunswi.htm. Läst 3 juni 2011.
4. ↑  ”78:or & film”. http://78-varv.atspace.cc/dixi.htm. Läst 3 juni 2011.
5. ↑  ”78:or & film”. Arkiverad från originalet den 30 november 2020. https://web.archive.org/web/20201130071707/http://musiknostalgi.atspace.cc/homocord.htm. Läst 3 juni 2011.
6. ↑  ”78:or & film”. Arkiverad från originalet den 21 juni 2019. https://web.archive.org/web/20190621202749/http://musiknostalgi.atspace.cc/star.htm. Läst 3 juni 2011.
7. ↑  ”Svensk mediedatabas”. http://smdb.kb.se/catalog/id/000101149. Läst 22 mars 2011.
8. ↑  ”Svensk mediedatabas”. http://smdb.kb.se/catalog/id/001531653. Läst 22 mars 2011.